# 能代站
能代站（日语：／ Noshiro eki */?），是位於秋田縣能代市、隸屬東日本旅客鐵道（JR東日本）的鐵路車站。本站超過半數的班次均只為接駁至鄰站東能代站的區間班車，以方便乘客轉乘奧羽本線列車，下行通往青森縣的班次每天只開出10班。
現時為直營站及管理站，設有站長及助理站長的職級，並負責向能代站至岩館站間的車站管理，但由於晚間不設有站員駐守，在無人時段時，則由東能代站代為執行管理。

## 車站構造
設有以木、鋼筋及水泥所建成的複合式站舍1座，站內設置了JR東日本子公司的旅遊中心。

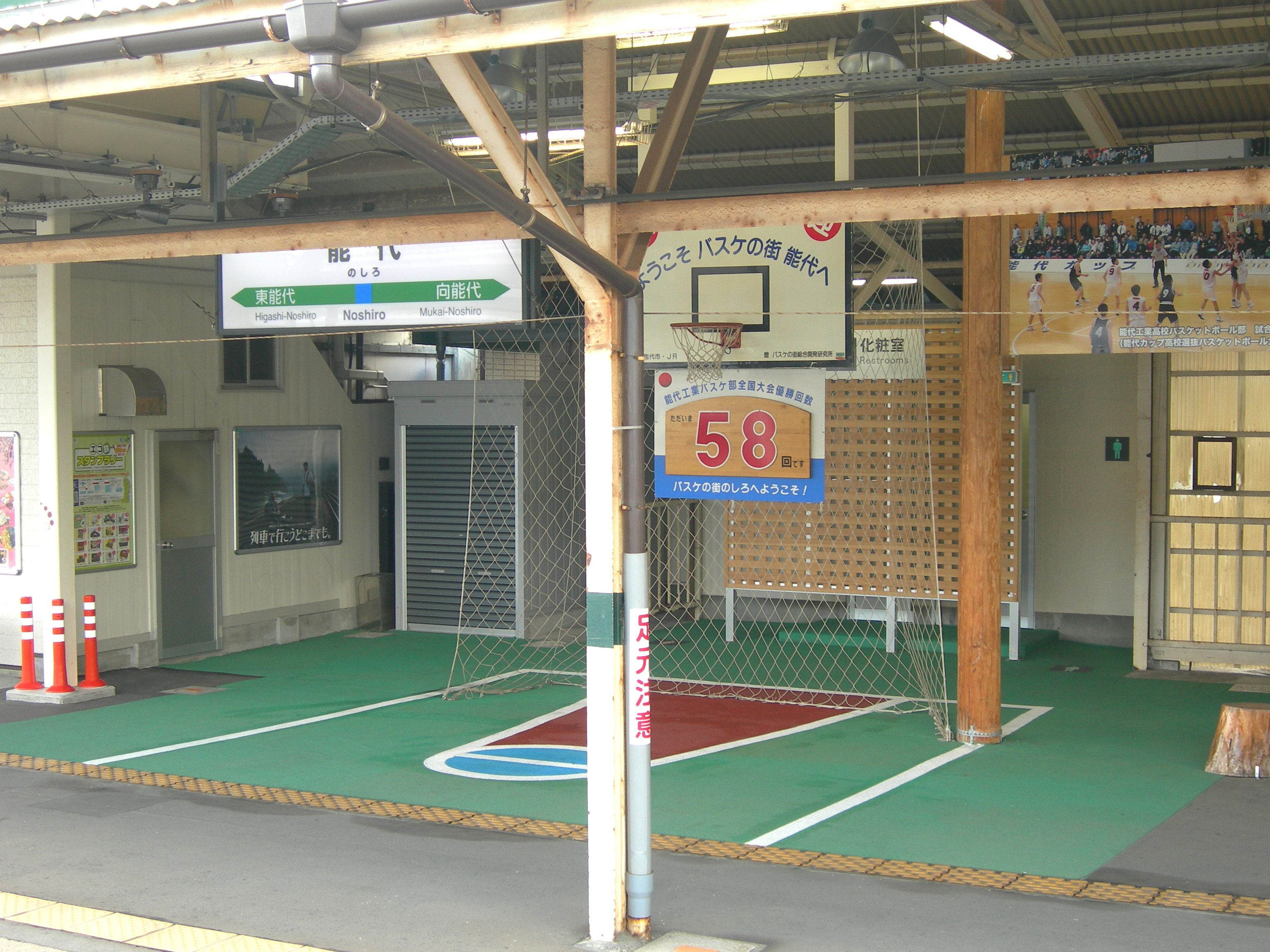
位於1號月台上，可供乘客作投射用的籃球框。（2010年）

設有側式月台及島式月台各1個，原可提供2面3線的配置，但位於島式月台最外側的3號月台現時已停用，月台邊被欄杆所封閉，相關的路軌也被拆走，但位於最外側的保線用側線則仍然獲保留。
另外，與東能代站一樣，位於側式月台上放置了2個籃球框，以突顯能代市為「籃球之町」的美譽。其中一個與放置在東能代站的為同一款色，另外位於剪票口附近、月台洗手間外設置了一個，月台地面更塗上了街場用的綠色面及界線，而且備用籃球及在籃框四周圍上了保護網，可供乘客（特別是Resort白神號1及3號）作投射。

### 月台配置
| 月台 | 路線    | 方向 | 目的地                 |
| ---- | ------- | ---- | ---------------------- |
| 1    | ■五能線 | 下行 | 岩館、深浦方向         |
| 1    | ■五能線 | 上行 | 東能代方向（此站始發） |
| 2    | ■五能線 | 上行 | 東能代、秋田方向       |

## 歷史
- 1908年：

- 7月1日：帝國鐵道廳「能代町站」開業，先營運貨運事業。。
- 10月15日：旅客事業開始。

- 1909年11月1日：車站改稱為「能代站」[2]。
- 1987年4月1日：國鐵分割民營化，車站改由JR東日本管理。
- 1992年10月27日：JR東日本旗下的旅遊中心於站內開業。
- 2004年4月1日：改札及窗口營業時間縮短、取消站員24小時交替制度。
- 2006年3月18日：取消綠窗口，改採用可發售全國車票的電子售票機代替。

## 每日使用人數
- 有關資料均源自JR東日本所公佈的數據。

| 年度 | 1日平均人數 |
| ---- | ----------- |
| 2000 | 1,275       |
| 2001 | 1,230       |
| 2002 | 1,100       |
| 2003 | 983         |
| 2004 | 897         |
| 2005 | 869         |
| 2006 | 862         |
| 2007 | 845         |
| 2008 | 796         |
| 2009 | 730         |
| 2010 | 700         |
| 2011 | 664         |
| 2012 | 601         |
| 2013 | 569         |
| 2014 | 510         |

## 相鄰車站
※臨時快速「Resort白神」的相鄰停車站參見該條目。
東日本旅客鐵道
■五能線
東能代－能代－向能代

## 外部連結
- JR東日本能代站官方網頁。（日語） （页面存档备份，存于）